# Реакция сдвига фаз вода-газ
Реакция сдвига фаз вода-газ (Каталитическая конверсия монооксида углерода водяным паром) — химическая реакция превращения монооксида углерода и водяного пара в диоксид углерода и водород. Эта реакция обычно используется в промышленности для обогащения синтез-газа водородом. Реакция была открыта и описана в 1780 году итальянским физиком Феличе Фонтана.
- Уравнение реакции:

CO + H2O ⇌ CO2 + H2
Реакция является экзотермической (энтальпия равна −41,2 кДж/кмоль). Равновесие реакции сильно зависит от температуры и константа равновесия уменьшается с повышением температуры, то есть более высокое образование водорода наблюдается при более низких температурах. В зависимости от температуры и используемых катализаторов различают:
- Высокотемпературный сдвиг (ВТС) — происходящий при 350—550 °С[3], что позволяет снизить содержание СО до 2-4 % [2];
- Среднетемпературный сдвиг (СТС) — происходящий при температуре 280—360 °С[3];
- Низкотемпературный сдвиг (НТС) — происходящий при температуре 180—270 °С[3], позволяющий снизить содержание СО до 0,1-0,3 %[2].

Катализатором, обычно используемым в промышленности для проведения высокотемпературной конверсии монооксида углерода, является железо-хромовый катализатор. Обычно поставляется в виде окисленного Fe2O3 с примесью CrO3.
Для активации катализатор требует восстановления (с использованием технологического газа) до активной формы (Fe3O4).